# الرويس (قطر)
مدينة الرويس هي إحدى أقدم المدن القطرية وتقع في أقصى شمال دولة قطر، وأسسها السيد أحمد بن كاسب الرفاعي المنتسب إلى السادة الرفاعية الاشراف، ما بين عام 1650الى1700 م. وتتميز بميناءها الذي يخدم مناطق شمال قطر في مجال الصيد والسفر كونه أحد المنافذ البحرية للدوله. ويحدها من الشمال والشمال الشرقي مياه الخليج العربي ومن الغرب مدينة الشمال وابوظلوف، ومن الجنوب روض الوعب والزغاب. و تبعد الرويس عن مدينة الدوحة عاصمة دولة قطر 120 كم شمالا.
تتميز مدينة الرويس بمناخها المعتدل صيفا حيث لا يتجاوز الحد الاعلى لدرجة الحرارة صيفا ال40 درجة مئوية في حين تصل الحرارة في أعلى مستوياتها 50 درجة في الدوحة.

## قلعة الرويس الاثرية
اشتهرت الرويس بقلعتها التي شهدت أحداث كثيرة وكانت ذات أهمية خاصة عند أهل الرويس وهي من الاملاك العامة التي توارثتها الاجيال إلى ان اندثرت وبقيت اطلالها إلى ستينات القرن العشرين حيث شهده الجيل الحالي.

## مسجد الرويس الاثري
وهو اقدم مساجد قطر على الإطلاق - حسب تأكيد هيئة متاحف قطر- حيث قامت الهيئة بترميمه واجراء البحوث عليه في 2016 م . وقد بناه عز الدين بن أحمد بن كاسب السادة، وجدده عبد الله بن إبراهيم بن صالح بن عز الدين السادة، ثم جدده أحمد بن علي بن محمد السادة على نفقة الشيخ علي بن عبد الله آل ثاني في اربعينيات القرن العشرين، وقبل هذا التجديد، كان المسجد مبنيا بصورة فنية متقنة وكانت له اعمدة خشبية ضخمة سوداء اللون، مجلوبة من العراق أو الهند، ومن زار بعض مساجد العراق وسوريا ومصر يجد اعمدة شبيهة لها، كما كان للجامع منبر خشبي مصنوع بشكل فني جميل.

## الآبار والعيون
كانت الابار والعيون تمثل مصادر المياه العذبة عند أهل الرويس ومنها عين تسمى ام برشوم في منطقة الوعب جنوب الرويس، وتزداد عذوبتها في موسم الأمطار، وكذلك العيون في منطقة الزغاب. وهناك عيون في منطقة الشاهنية (جنوب غرب الرويس) وهي دائمة العذوبة ويرتوي منها أهل الرويس واهل أبا الظلوف.